# 1979 EL
1979 EL är en asteroid i huvudbältet som upptäcktes den 4 mars 1979 av den amerikanske astronomen Norman G. Thomas vid Anderson Mesa Station. 
Asteroiden har en diameter på ungefär 9 kilometer och den tillhör asteroidgruppen Eunomia.